# Religia w Południowej Afryce
Pod względem wyznaniowym społeczeństwo Południowej Afryki zdominowane jest przez chrześcijan, którzy stanowią blisko 80% populacji (z czego większość to protestanci). Do największych mniejszości religijnych należą wyznawcy wierzeń lokalnych i animistycznych, muzułmanie i hinduiści. Około 10% ludności nie wyznaje żadnej religii. 

## Chrześcijaństwo

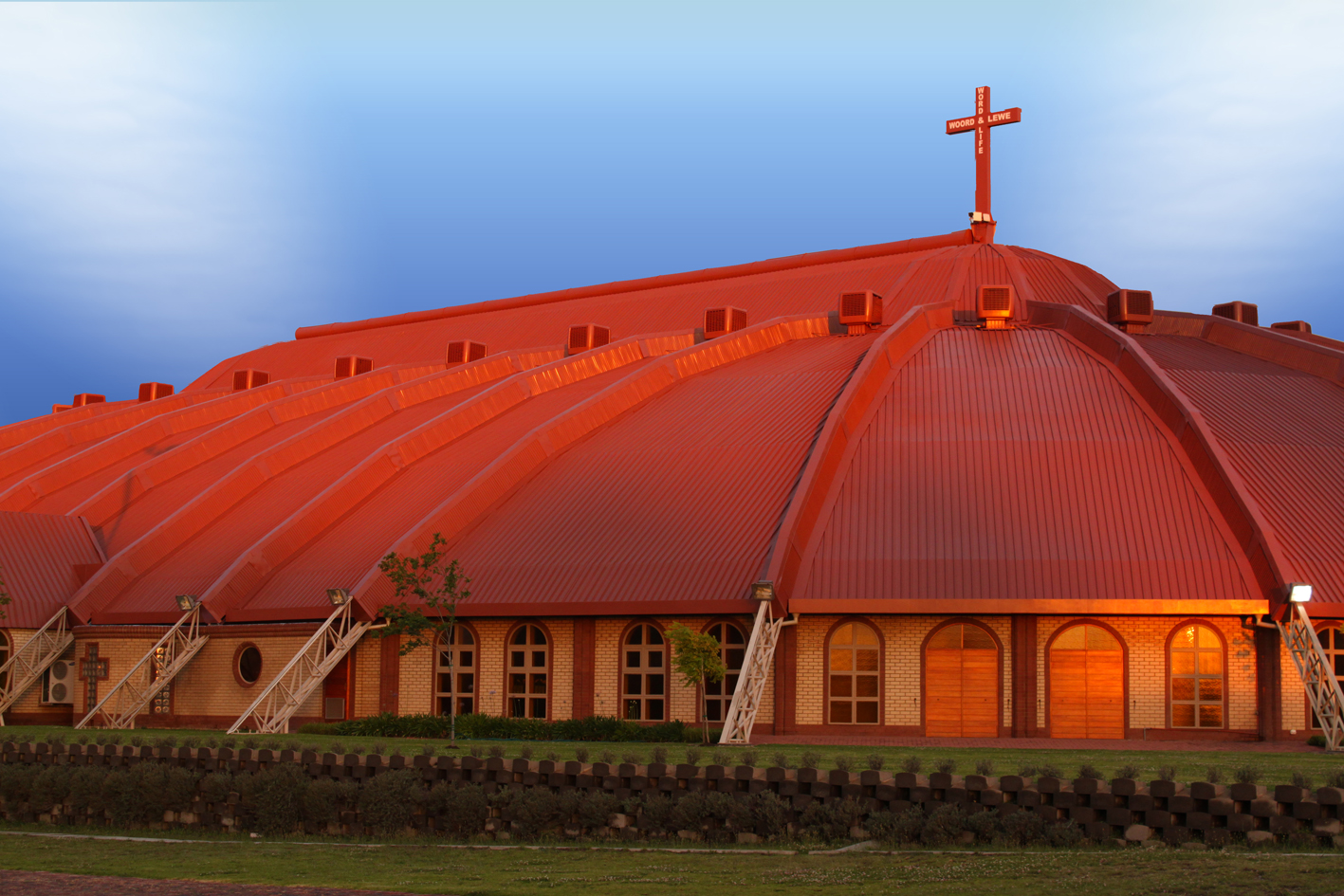
Megakościół zielonoświątkowy w Johannesburgu.

Prawie 40% czarnej ludności Południowej Afryki to członkowie niezależnych Kościołów afrykańskich, powszechnie znanych jako Kościoły syjonistyczne, które obejmują nie mniej niż 4000 zborów. Największym takim Kościołem jest Chrześcijański Kościół Syjonu. Ta nazwa reprezentuje mieszankę tradycyjnych wierzeń afrykańskich i protestanckich wierzeń chrześcijańskich.
Wiele protestanckich denominacji miało swój początek w dniu kiedy pierwsi holenderscy osadnicy, w tym misjonarze, postawili swoją stopę na południowej afrykańskiej ziemi pod dowództwem Jana van Riebeecka w 1652 roku. Pierwszym aktywnym kościołem był Holenderski Kościół Reformowany.

## Religie tradycyjne
Zdecydowana większość ludności z Bantu w Afryce Południowej, w pierwszym tysiącleciu nie wierzyli w Najwyższą Istotę, bóstwo, które posiadało moc twórczą. To bóstwo było w zasadzie uważane za nieosiągalne dla człowieka, a także wykraczające poza ludzkie zrozumienie. O wiele ważniejsze i wpływowe w życiu duchowym narodu Bantu były duchy przodków. Uważali, że duchy te mogą komunikować się i wpływać na świat żywych i działać jako pośrednicy między nimi a bóstwem.

## Inne religie

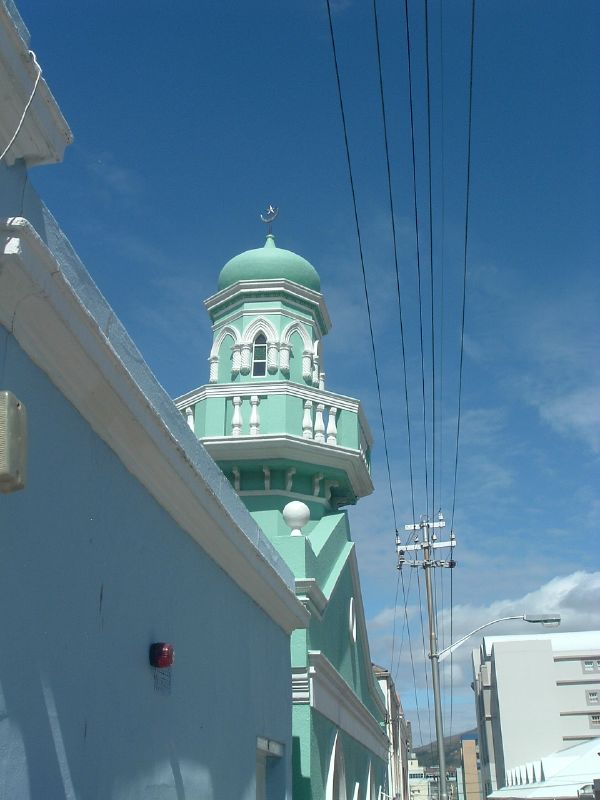
Meczet w Kapsztadzie.

Inne religie w Afryce Południowej to: hinduizm, islam, buddyzm, bahaizm i judaizm. Hinduizm został wprowadzony przez niewolników i pracowników przywiezionych przez Holendrów z Półwyspu Indyjskiego. Islam został wprowadzony także przez kolonistów holenderskich, którzy przywozili niewolników malajskich. Obecnie większość wyznawców islamu jest pochodzenia indyjskiego. Buddyzm został wprowadzony poprzez imigrantów chińskich i indyjskich. Bahaizm został wprowadzony w 1911 roku.

## Statystyki
Według badania z 2016 roku podział religijny kraju wygląda następująco: 
- chrześcijaństwo – 78%[3]:    
  - niezależne Kościoły afrykańskie – 25,4%[4]
  - zielonoświątkowcy – 15,2%[5]
  - nieokreśleni „chrześcijanie”– 7.3%[6]
  - katolicy – 6,8%[7]
  - metodyści – 5%[8]
  - kalwiniści – 4,2%[9]
  - bezdenominacyjni – 4,5%[10]
  - anglikanie – 3,2%[11]
  - baptyści – 1,9%[12]
  - luteranie – 1,7%[13]
  - prezbiterianie – 1,1%[14]
  - Świadkowie Jehowy – 0,86%[15]
  - adwentyści dnia siódmego – 0,56%[16]
  - mormoni – 0,2%[17]
- brak religii – 10,9%[18]
- tradycyjne religie plemienne – 4,4%[19]
- islam – 1,6%[20]
- hinduizm – 1,0%[21]
- judaizm (49,5 tys.)[22]
- buddyzm (24,8 tys.)[23]
- bahaizm (6,9 tys.)[24]
- inna religia – 2,7%[25]
- nieokreśleni – 1,4%[26].